# 黄华 (配音员)
黄华（1979年7月18日—），女，中国配音演员，北京九方名座配音工作室成员。她曾为三星电子、雀巢、北京银行、康师傅、洁丽雅等品牌广告配音，也曾对2015年央视春晚插播的一条公益广告《中国字中国年》配音，还参与录制了北京地铁2008年版报站，由于其声音风格被乘客们称为“甜姐姐”，后来在2020年再次参与了北京地铁的报站录制，该版于2021年陆续开始使用。

## 引用来源
1. ↑  九方名座. . 搜狐.   [2021-04-10]. （原始内容存档于2021-04-10）.
2. ↑  波哥带你行天下. .   [2021-04-10]. （原始内容存档于2021-04-10）.
3. ↑  九方名座. .   [2021-04-10]. （原始内容存档于2021-04-10）.
4. ↑  青年观察家. .   [2021-04-10]. （原始内容存档于2021-04-10）.
5. ↑  北京日报客户端. . 百度百家号.   [2021-04-10]. （原始内容存档于2021-04-10）.